# Singapore op de Olympische Zomerspelen 1988
Singapore nam deel aan de Olympische Zomerspelen 1988 in Seoul, Zuid-Korea. Net als bij de vorige editie won de stadstaat geen medailles.

## Deelnemers en resultaten

### Schietsport
| Olympiër          | Discipline           | Resultaat | Prestatie                                        |
| ----------------- | -------------------- | --------- | ------------------------------------------------ |
| Khatijah Surattee | 10m luchtpistool (v) | 26e       | kwalificatie: 36ste met 361 punten (89-90-87-95) |

### Zeilen
| Olympiër                  | Discipline | Resultaat | Prestatie                             |
| ------------------------- | ---------- | --------- | ------------------------------------- |
| Siew Shaw Her Chan Joseph | 470 (m)    | 26e       | 182,0 punten: (25-27-25-25-DNF-23-21) |

### Zwemmen
| Olympiër                                         | Discipline            | Resultaat | Prestatie                                          |
| ------------------------------------------------ | --------------------- | --------- | -------------------------------------------------- |
| Oon Jin Gee                                      | 50m vrije slag (m)    | 45e       | serie 3: 1ste in 24,86                             |
| Ang Peng Siong                                   | 50m vrije slag (m)    | 11e       | serie 9: 3de in 23,08 (NR)                         |
| Oon Jin Gee                                      | 100m vrije slag (m)   | 43e       | serie 3: 1ste in 53,26                             |
| Ang Peng Siong                                   | 100m vrije slag (m)   | 40e       | serie 6: 7de in 52,53                              |
| Oon Jin Gee                                      | 200m vrije slag (m)   | 46e       | serie 2: 4de in 1.57,28                            |
| David Lim                                        | 200m vrije slag (m)   | 43e       | serie 2: 1ste in 1.56,44                           |
| Desmond Koh                                      | 400m vrije slag (m)   | 44e       | serie 2: 4de in 4.15,54                            |
| David Lim                                        | 100m rugslag (m)      | 14e       | serie 3: 1ste in 57,34 (NR) finale B: 6de in 57,72 |
| David Lim                                        | 200m rugslag (m)      | 31e       | serie 2: 3de in 2.08,65                            |
| Ng Yue Meng                                      | 100m schoolslag (m)   | 41e       | serie 2: 2de in 1.05,87                            |
| Ng Yue Meng                                      | 200m schoolslag (m)   | 47e       | serie 1: 2de in 2.30,74                            |
| Oon Jin Gee                                      | 100m vlinderslag (m)  | DNS       | serie 2: niet gestart                              |
| Ang Peng Siong                                   | 100m vlinderslag (m)  | 35e       | serie 4: 6de in 56,41                              |
| Desmond Koh                                      | 200m vlinderslag (m)  | 37e       | serie 2: 6de in 2.10,86                            |
| Desmond Koh                                      | 200m wisselslag (m)   | 41e       | serie 3: 4de in 2.14,77                            |
| David Lim                                        | 200m wisselslag (m)   | 34e       | serie 4: 5de in 2.11,57                            |
| Desmond Koh                                      | 400m wisselslag (m)   | DSQ       | serie 2: gediskwalificeerd                         |
| Oon Jin Gee Desmond Koh David Lim Ang Peng Siong | 4x100m vrije slag (m) | 15e       | serie 3: 5de in 3.34,54                            |
| Oon Jin Gee David Lim Ng Yue Meng Ang Peng Siong | 4x100m wisselslag (m) | 15e       | serie 4: 7de in 3.52,86                            |

Afghanistan · Algerije · Amerikaanse Maagdeneilanden · Amerikaans-Samoa · Andorra · Angola · Antigua en Barbuda · Argentinië · Aruba · Australië · Bahama’s · Bahrein · Bangladesh · Barbados · België · Belize · Benin · Bermuda · Bhutan · Birma · Bolivia · Bondsrepubliek Duitsland · Botswana · Brazilië · Britse Maagdeneilanden · Brunei · Bulgarije · Burkina Faso · Canada · Centraal-Afrikaanse Republiek · Chili · China · Chinees Taipei · Colombia · Congo-Brazzaville · Cookeilanden · Costa Rica · Cyprus · Denemarken · Djibouti · Dominicaanse Republiek · Duitse Democratische Republiek · Ecuador · Egypte · El Salvador · Equatoriaal-Guinea · Fiji · Filipijnen · Finland · Frankrijk · Gabon · Gambia · Ghana · Grenada · Griekenland · Groot-Brittannië · Guam · Guatemala · Guinee · Guyana · Haïti · Honduras · Hongarije · Hongkong · Ierland · IJsland · India · Indonesië · Irak · Iran · Israël · Italië · Ivoorkust · Jamaica · Japan · Joegoslavië · Jordanië · Kaaimaneilanden · Kameroen · Kenia · Koeweit · Laos · Lesotho · Libanon · Liberia · Libië · Liechtenstein · Luxemburg · Malawi · Malediven · Maleisië · Mali · Malta · Marokko · Mauritanië · Mauritius · Mexico · Monaco · Mongolië · Mozambique · Nederland · Nederlandse Antillen · Nepal · Nieuw-Zeeland · Niger · Nigeria · Noord-Jemen · Noorwegen · Oeganda · Oman · Oostenrijk · Pakistan · Panama · Papoea-Nieuw-Guinea · Paraguay · Peru · Polen · Portugal · Puerto Rico · Qatar · Roemenië · Rwanda · Saint Vincent en de Grenadines · Salomonseilanden · Samoa · San Marino · Saoedi-Arabië · Senegal · Sierra Leone · Singapore · Soedan · Somalië · Sovjet-Unie · Spanje · Sri Lanka · Suriname · Swaziland · Syrië · Tanzania · Thailand · Togo · Tonga · Trinidad en Tobago · Tsjaad · Tsjecho-Slowakije · Tunesië · Turkije · Uruguay · Vanuatu · Venezuela · Verenigde Arabische Emiraten · Verenigde Staten · Vietnam · Zaïre · Zambia · Zimbabwe · Zuid-Jemen · Zuid-Korea · Zweden · Zwitserland